# Klejnot w pałacu
Klejnot w pałacu (także Wielka Jang Geum; Hangul: 대장금, Hancha: 大長今; Dae Jang-geum) – południowokoreański serial telewizyjny emitowany na antenie MBC od 15 września 2003 do 23 marca 2004 roku. Został wyreżyserowany przez Lee Byung-hoon. Serial zdobył średnią oglądalność 46,3% (najwyższa w danym dniu – 57,8%). Serial został wyprodukowany za 15 mln dolarów, później wyeksportowany do 91 krajów zarabiając 103,4 mln dolarów na całym świecie, stając się znanym jako jeden z głównych propagatorów koreańskiej fali poprzez podniesienie popularności koreańskiej popkultury za granicą.
W roli tytułowej wystąpiła Lee Young-ae. Serial opowiada historię osieroconej kucharki nadwornej, która, jako pierwsza kobieta, została najwyższym królewskim medykiem. W czasach, kiedy kobiety nie posiadały wielkiego wpływu w społeczeństwie, młoda kucharka Jang Geum stara się poznać tajemnice koreańskiej kuchni i medycyny, aby móc wyleczyć króla z jego różnych dolegliwości. Jest on oparty na prawdziwej historii Jang-geum, pierwszej kobiecie, która została królewskim medykiem w dynastii Joseon. Głównymi tematami są wytrwałość Jang-geum i przedstawienie tradycyjnej koreańskiej kultury, w tym koreańskiej kuchni dworu królewskiego i medycyny tradycyjnej.
Serial jest dostępny z napisami w języku polskim za pośrednictwem platformy Viki, pod podwójnym tytułem Klejnot w pałacu / Wielka Jang Geum.

## Obsada

### Główna
- Lee Young-ae jako Jang-geum
  - Jo Jung-eun jako młoda Seo Jang-geum
- Ji Jin-hee jako Min Jeong-ho
- Hong Ri-na jako Choi Geum-young
- Im Ho jako król Jungjong
- Yang Mi-kyung jako Han Baek-young/pani Han
- Kyeon Mi-ri jako Choi Seong-geum/pani Choi

### Postacie drugoplanowe
- Park Chan-hwan jako Seo Cheon-soo, ojciec Jang-geum
- Kim Hye-sun jako Park Myeong-yi, matka Jang-geum
- Im Hyun-sik jako Kang Duk-gu, adopcyjny ojciec Jang-geum
- Geum Bo-ra jako Na Joo-daek, żona Duk-gu i adopcyjna matka Jang-geum

- Park Eun-hye jako Lee Yeun-Seng
- Lee Ip-sae jako Yoon Young-roh
- Kim So-yi jako Min Mee-geum
- Yeo Woon-kay as Jung Mal-geum
- Park Jung-soo jako Park Yong-shin
- Choi Ja-hye jako Chang-Yee
  - Joo Da-young jako młoda Chang-Yee
- Jo Gyeong-hwan jako Oh Gyeom-ho
- Lee Hee-do jako Choi Pan-sul, brat pani Choi
- Na Seong-gyun jako Yoon Mak-gae, wuj Young-roh
- Park Jeong-sook jako królowa Munjeong
- Eom Yoo-shin jako królowa Jeonghyeon

- Jeon In-taek jako doktor Jeong Yoon-soo
- Maeng Sang-hoon jako profesor (i doktor) Jeong Woon-baek
- Kim Yeo-jin jako Jang-deok, znany medyk z Czedżu
- Han Ji-min jako Shin-bi
- Lee Se-eun jako Park Yeol-yi

## Ścieżka dźwiękowa

### Czołówka
Czołówka serialu, zatytułowana „Onara” (kor. 오나라), została napisana w dawnym języku koreańskim. Z tego powodu pojawiło się wiele głosów, że tekst jest niezrozumiały dla potencjalnego słuchacza z powodu archaizmów i odwołań z literatury klasycznej. Pojawiło się także wiele różnych prób spisania i interpretacji tekstu przez fanów serialu, aż ostatecznie autor tekstu, Im Se-hyeon, publicznie udostępnił oficjalny tekst. Piosenka została skomponowana w stylu pansori.

### Lista utworów
1. Gowon (kor. 고원, chn. 高原)
2. Chaangryong (kor. 창룡, chn. 蒼龍)
3. Hamangyeon (kor. 하망연, chn. 何茫然) – feat. Safina
4. Onara II (kor. 오나라 II)
5. 0815 (chn. 空八一五)
6. Yeonbap (kor. 연밥)
7. Deokgu (kor. 덕구)
8. Hamangyeon – feat. Safina
9. APNA
10. Dasom (kor. 다솜)
11. Bi (kor. 비, chn. 悲)
12. Danga (kor. 단가, chn. 短歌)
13. Yeondo (kor. 연도, chn. 烟濤)
14. Onara I (kor. 오나라 I)
15. The Legend Becomes History
16. Jayaoga (kor. 자야오가, chn. 子夜吳歌) Techno Ver.
17. Hamangyeon Instrumental

## Nagrody i nominacje
| Rok  | Nagroda                  | Kategoria                                              | Wynik     |
| ---- | ------------------------ | ------------------------------------------------------ | --------- |
| 2003 | MBC Drama Awards         | Daesang (Lee Young-ae)                                 | Wygrana   |
| 2003 | MBC Drama Awards         | Top Excellence in Acting Award, Actress (Lee Young-ae) | Nominacja |
| 2003 | MBC Drama Awards         | Excellence in Acting Award, Actor (Ji Jin-hee)         | Nominacja |
| 2003 | MBC Drama Awards         | Special Award, Best Screenplay (Kim Young-hyun)        | Wygrana   |
| 2003 | MBC Drama Awards         | Special Award, Acting (Lim Hyun-sik)                   | Wygrana   |
| 2003 | MBC Drama Awards         | Special Award, Acting (Yang Mi-kyung)                  | Wygrana   |
| 2003 | MBC Drama Awards         | Nagroda Popularności (Lee Young-ae)                    | Nominacja |
| 2004 | 40. Baeksang Arts Awards | Najlepszy reżyser telewizyjny (Lee Byung-hoon)         | Wygrana   |
| 2004 | 40. Baeksang Arts Awards | Najpopularniejsza aktorka telewizyjna (Yang Mi-kyung)  | Wygrana   |

## Wpływ kulturowy
Jako część koreańskiej fali ogromna popularność Dae Jang-geum wywarła znaczący wpływ kulturowy.

### Turystyka
Korea Tourism Organization zorganizowało trasę po miejscach kręcenia serialu, na którą zaproszono ponad 100 dziennikarzy z Japonii, Chin, Azji i Ameryki w celu wypromowania owych miejsc. W sierpniu 2005 roku został otwarty Dae Jang-geum Park w Yongin, który został stworzony w oparciu o dane historyczne i bardzo dokładnie odzwierciedla strukturę i kulturę czasów starożytnych. Kręcono tu także m.in. seriale Haereul pum-eun dal (2012) i Guga-ui seo (2013). W marcu 2006 roku otwarto Dae Jang-geum Mini Theme Park w Jeju Folk Village, na wyspie Czedżu. Nakręcono tu wiele scen z odcinków 27-32.

### Kuchnia koreańska
Serial wzbudził zainteresowanie publiczne tradycyjną kuchnią koreańską, zarówno w kraju, jak i za granicą.

### Nawiązania w innych serialach
- W jednym z odcinków serialu Bobby kontra wapniaki, Kahn i Minh oglądali Dae Jang-geum (w dubbingu laotańskim).
- W 1 odcinku Goong rodzina Chae-kyeong oglądała 30 odcinek serialu.
- W 32 odcinku Jinjja jinjja joahae, matka Yeo Bong-soon (grana przez Geum Bo-ra) oglądała Dae Jang-geum.
- W 2 odcinku Silence, tajwańskim serialu, Dae Jang-geum został wspomniany jako sławny serial koreański.
- W 8 odcinku Jangnanseureon kiss został wspomniany serial Dae Jang-geum.
- W ostatnim odcinku Yi San postać odgrywana przez Lee Ip-sae i jej koleżanka mają moment déjà vu w królewskiej kuchni i dochodzą do wniosku, że musiały pracować tu w poprzednim życiu. Akcja serialu odgrywa się dwa wieki później (w dynastii Joseon), po Dae Jang-geum. Lee Ip-sae zagrała także w Dae Jang-geum, a oba seriale były wyprodukowane przez tę samą firmę i reżysera.

## Spin-off
Animowany spin-off serialu Dae Jang-geum, zatytułowany Jang-geum ieui kkum, został wyprodukowany przez MBC i był emitowany od 29 października 2005 roku do 19 września 2007 roku.